# Christian Huck
Christian Huck ist ein deutscher Anglist.

## Leben
Er studierte Anglistik und Philosophie an der Universität Hamburg (1993–1999) und absolvierte das Promotionsstudium an der Universität Tübingen im Rahmen des Graduiertenkollegs Pragmatisierung/Entpragmatisierung: Autonome und Heteronome Tendenzen der Literatur (1999–2002). Von 2003 bis 2005 war er Postdoktorand am Graduiertenkolleg Kulturhermeneutik im Zeichen von Differenz und Transdifferenz. Von 2005 bis 2007 war er Visiting Research Fellow am London College of Fashion (University of the Arts London). Von 2007 bis 2009 leitete er die Emmy Noether-Nachwuchsgruppe Travelling Goods // Travelling Moods. Seit 2009 ist er Professor für Kultur- und Medienwissenschaften am Englischen Seminar in Kiel.

## Schriften (Auswahl)
- Das Paradox der Mytho-poetik. Dichtung und Gemeinschaft in der irischen Literatur. Yeats, Heaney, Boland. Heidelberg 2003, ISBN 3-8253-1644-0.
- Fashioning society, or, the mode of modernity. Observing fashion in eighteenth-century Britain. Würzburg 2010, ISBN 978-3-8260-4458-8.
- Wie die Populärkultur nach Deutschland kam. Transatlantische Geschichten aus dem 20. Jahrhundert. Hamburg 2018, ISBN 3-86485-187-4.
- Digitalschatten. Das Netz und die Dinge. Hamburg 2020, ISBN 3-86485-137-8.